# Zefiro (stadio Vega)

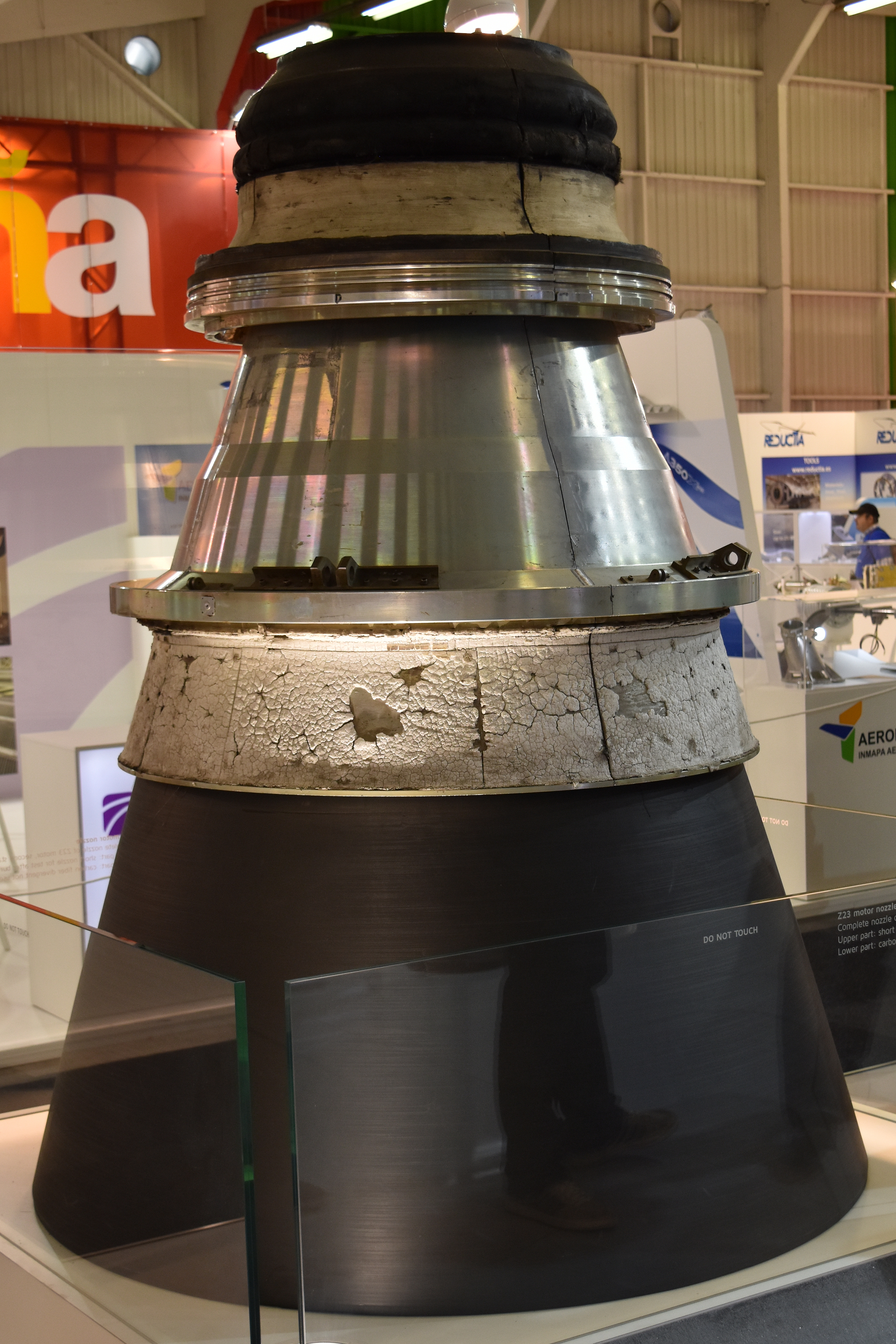
Ugello dello Zefiro 23 al Paris Air Show 2015

Zefiro è il nome di una famiglia di stadi a propellente solido per razzi vettori sviluppati e commercializzati dall'azienda aerospaziale italiana Avio. Attualmente ci sono tre modelli di dimensioni e spinta diverse: Zefiro 23, Zefiro 16 e Zefiro 9. Nel lanciatore europeo Vega, Zefiro 23 è utilizzato nel secondo stadio e Zefiro 9 nel terzo stadio. Lo Zefiro 16 era previsto per una versione precedente di Vega [G. Crosicchio] ed è finora inutilizzato. È in fase di sviluppo invece lo Zefiro 40 per il Vega C / E. Il nome deriva dall'acronimo ZEro an FIrst Rocket motor in quanto il primo studio di questo motore in fibra di carbone era prevista per l'impiego per il Programma San Marco Scout dell'ASI sia per lo stadio zero che per quello successivo. Successivamente nacque la correlazione con il dio greco [G. Crosicchio] del vento che soffia da ovest. Il propellente utilizzato in tutti i modelli Zefiro è il cosiddetto HTPB 1912, un composto costituito dal 19% di polveri di alluminio e 69% di perclorato di ammonio miscelati in una base (12%) di polibutadiene con radicali ossidrilici terminali.
| Dettagli              | Zefiro 40 | Zefiro 23 | Zefiro 9 |
| --------------------- | --------- | --------- | -------- |
| Spinta massima:       | 1304 kN   | 1122 kN   | 314 kN   |
| Impulso specifico:    | 293,5 s   | 287,5 s   | 295,2 s  |
| Tempo di combustione: | 92,9 s    | 77 s      | 117 s    |
| Lunghezza:            | 7,6 m     | 7,5 m     | 3,9 m    |
| Diametro:             | 2,3 m     | 1,9 m     | 1,9 m    |
| Massa vuoto:          | 906 kg    | 1.935 kg  | 3.006 kg |
| Massa propellente:    | 36,2 t    | 24 t      | 10,5 t   |
| Massa totale:         | 29,2 t    | 25,9 t    | 11,4 t   |